# Governatori generali di Taiwan
La carica di governatore generale di Taiwan (臺灣總督?, Taiwan Sōtokufu) è esistita quando le isole di Taiwan e Penghu furono parte dell'Impero del Giappone, dal 1895 fino al 1945.
I Governatori generali furono membri della Dieta, funzionari civili, generali o nobili giapponesi. Esercitarono il loro potere in nome della Sovranità di Taiwan (l'Imperatore del Giappone) fino alla dissoluzione dell'Impero quando il dominio fu ceduto alla Repubblica di Cina.

## Lista di governatori generali
1. ammiraglio visconte Kabayama Sukenori (21 maggio 1895 – 2 giugno 1896)
2. tenente generale visconte Tarō Katsura (2 giugno 1896 – 14 ottobre 1896)
3. tenente generale barone Nogi Maresuke (14 ottobre 1896 – gennaio 1898)
4. tenente generale barone Kodama Gentarō (26 febbraio 1898 – 15 aprile 1906)
5. generale visconte Sakuma Samata (15 aprile 1906 – maggio 1915)
6. generale barone Ando Sadami (maggio 1915 – giugno 1918)
7. tenente generale Akashi Motojirō (giugno 1918 – 31 ottobre 1919)
8. barone Den Kenjirō (31 ottobre 1919 – 6 settembre de 1923)
9. Uchida Kakichi, membro della Camera dei pari (6 settembre 1923 – 1º settembre 1924)
10. Izawa Takio, membro della Camera dei Pari (1º settembre 1924 – 16 luglio 1926)
11. Kamiyama Mitsunoshin, letterato (16 luglio 1926 – 16 giugno 1928)
12. Kawamura Takeji, membro della Camera dei Pari (16 giugno 1928 – 30 luglio 1929)
13. Ishizuka Eizo, membro della Camera dei Pari (30 luglio 1929 – 16 gennaio 1931)
14. Ōta Masashirō, direttore del Kwantung (16 gennaio 1931 – 2 marzo 1932)
15. Minami Hiroshi, membro della Camera dei Pari (2 marzo 1932 – 27 maggio 1932)
16. Kenzo Nakagawa, sottosegretario dell'Educazione (27 maggio 1932 – 1936)
17. ammiraglio Seizo Kobayashi (1936 – novembre 1940)
18. ammiraglio Kiyoshi Hasegawa (16 dicembre 1940 – dicembre 1944)
19. generale Rikichi Andō (dicembre 1944 – ottobre 1945)